# Isaya Klein Ikkink
Isaya Klein Ikkink (* 13. Mai 2003 in Vlaardingen) ist ein niederländischer Leichtathlet, der sich auf den Sprint spezialisiert hat. Mit der niederländischen Mixed-Staffel über 4-mal 400 Meter wurde er 2024 in Paris Olympiasieger.

## Sportliche Laufbahn
Erste internationale Erfahrungen sammelte Isaya Klein Ikkink im Jahr 2023, als er bei den Halleneuropameisterschaften in Istanbul mit 46,74 s in der ersten Runde im 400-Meter-Lauf aus und gewann mit der niederländischen 4-mal-400-Meter-Staffel in 3:06,59 min gemeinsam mit Isayah Boers, Ramsey Angela und Liemarvin Bonevacia die Bronzemedaille hinter den Teams aus Belgien und Frankreich. Im Juli schied er bei den U23-Europameisterschaften in Espoo mit 47,42 s in der ersten Runde über 400 Meter aus und wurde mit der Staffel im Finale disqualifiziert. Im August belegte er bei den Weltmeisterschaften in Budapest in 3:00,40 min den sechsten Platz mit der Männerstaffel und kam mit der Mixed-Staffel im Finale nicht ins Ziel. Im Jahr darauf verhalf er der Staffel bei den Hallenweltmeisterschaften in Glasgow zum Finaleinzug und trug damit zum Gewinn der Bronzemedaille bei. Im Mai wurde er bei den World Athletics Relays in Nassau in 3:11,45 min Zweiter in der Mixed-Staffel hinter dem US-amerikanischen Team und im Juni gewann er bei den Europameisterschaften in Rom in 3:10,73 min gemeinsam mit Liemarvin Bonevacia, Lieke Klaver und Femke Bol die Bronzemedaille hinter den Teams aus Irland und Italien. Zudem verpasste er mit der Männerstaffel mit 3:03,50 min den Finaleinzug. Im August siegte er mit der Mixed-Staffel bei den Olympischen Sommerspielen in Paris mit neuem Europarekord von 3:07,43 min gemeinsam mit Eugene Omalla, Lieke Klaver und Femke Bol.
2025 belegte er bei den Halleneuropameisterschaften in Apeldoorn in 46,20 s den fünften Platz über 400 Meter und gewann mit der 4-mal-400-Meter-Staffel in 3:04,95 min gemeinsam mit Eugene Omalla, Nick Smidt und Tony van Diepen die Goldmedaille. Bei den World Athletics Relays im Mai in Guangzhou sicherte er der Männerstaffel einen Startplatz für die Weltmeisterschaften in Tokio. Im Juli belegte er bei den U23-Europameisterschaften in Bergen in 3:02,89 min den vierten Platz im Staffelbewerb.
2024 wurde Klein Ikkink niederländischer Meister im 400-Meter-Lauf im Freien sowie 2025 in der Halle.

## Persönliche Bestleistungen
- 200 Meter: 21,05 s (+2,0 m/s), 14. Juli 2024 in La Chaux-de-Fonds
- 400 Meter: 45,28 s, 9. September 2024 in Bellinzona
  - 400 Meter (Halle): 45,96 s, 16. Februar 2025 in Apeldoorn